# Обалска артиљерија
Обалска артиљерија (енгл. coast artillery) је врста артиљерије намењена за дејство по непријатељским и садејство са властитим поморским снагама у обалском подручју, за ватрена дејства и подршку у противдесантној одбрани, и за дејства по непријатељским и подршку властитих снага на обали.
Наоружана је оруђима за гађање бродова, има јединице за извиђање, осматрање, осветљавање и везу, неопходне за командовање и дејство. Обалска артиљерија има и делове противавионске и земаљске артиљерије, запречна средства у ваздуху и на мору, као пловне јединице и друга средства за допуну дејстава и заштиту главног наоружања. Може бити непокретна, стационарна (уграђена у фортификацијске објекте сталног типа) или покретна (железничка, самоходна и са другом вучом). У неким државама јединице обалске артиљерије припадају КоВ, а у другим РМ.

## Историја

### Епоха глатке артиљерије

#### У 14. и 15. веку
На европским обалама приморске тврђаве и градови су већ у 14 веку наоружани артиљеријом: Дубровник је већ 1378. био наоружан бомбардама. Средином 15. века непокретна обалска артиљерија имала је најтежа артиљеријска оруђа: Цариград се 1453. бранио топовима калибра 64 цм, цеви дужине 5 м, каменог ђулета тежине  360 кг. Слична оруђа постојала су и у италијанским приморским градовима. По намени, и ова артиљерија имала је обележје обалске артиљерије, али се оруђа нису разликовала од опсадне и тврђавске артиљерије.Оруђа су постављана у казамате, или позади грудобрана на бедемима и кулама, а на отвореној обали позади земљаног грудобрана. Оруђа великог калибра могла су испалити неколико зрна на дан, на даљину око 400 м. Ефикасност ватре била је мала.

#### Од 16. до средине 19. века
Развој обалске артиљерије напредовао је са усавршавањем процеса производње и централизацијом државне власти у 16. веку. Технички се приближава бродској артиљерији, а калибром је превазилази. Балистичке особине артиљеријских оруђа Шпаније, Француске и Русије у основи су једнаке. У периоду 1689-1786. употребљавани су дуги топови од 36, 24, 18, 12 и 10 фунти (калибра 17, 15,13.5 и 11 цм), ефикасног домета 200-400 м (којима су пробијани бокови брода), и мерзери мање прецизности, којима су гађане палубе. Крајем 18. века оруђа добијају дрвени лафет покретан око централног стожера, а за елевацију цеви користи се квадрант (угломер). Ударно дејство пуног каменог и гвозденог ђулета било је слабо, па су употребљавана усијана (запаљива), везана (дупла) зрна за ломљење јарбола и цепање једара брода, и картеч против посаде брода. Из мерзера гађало се разорним бомбама и гранатама.
Око 1830.  Француска уводи Пексанова обалска оруђа од 80 фунти (калибра 22 цм) са разорним бомбама веома снажног дејства на дрвене бродове: та оруђа убрзо усвајају британска, немачка и руска обалска артиљерија. Средином 19. века уведен је гвоздени лафет са кочницом трзања на трење и елевацијом 30-45 степени, што убрзава гађање, а уведени су и даљинари (за узимање елемената за гађање); домет топова повећан је на 3-5 км, али због мале вероватноће погађања борба се и даље водила на даљинама до 1.000 м, а картечом на 5-600 м. Мерзери су имали домет 1.2-1.5 км. Кад је обалска артиљерија добила разорне гранате, флота је избегавала борбу на малим даљинама (до 2.5 км).

### Епоха олучне артиљерије

#### Од средине од краја 19. века
Појавом оклопљеног ратног брода 1860, проблем пробијања његовог оклопа решен је олучним оруђима каја су уведена до 1880, али и даље се употребљавају и глатка оруђа. После 1880. технички развој обалских топова сличан је развоју топова бродске артиљерије. Због увођења бочног оклопа и даље се развијају хаубице и мерзери великог калибра за гађање бродских палуба. Ојачавају се цеви, усавршавају затварачи и муниција(дугуљасте, разорне и панцирне гранате, малодимни барут), уводе се лафети са окретањем од 360 степени и брзометна оруђа усавршених нишанских справа. Због веће ефикасности бродске артиљерије, фортификације обалске артиљерије граде се од бетона и челика, профил објеката спушта се на ниво земљишта и камуфлира. Тешка и средња оруђа постављају се у казамате форова, у куполе и топовске куле, отворено на бедемима форова иза грудобрана или парапета, заштићена јаким челичним штитовима или на ишчезавајућим лафетима.